# Углеуралски
Углеуралски (на руски: Углеуральский) е селище от градски тип в Русия, разположено в Губахински район, Пермски край. Населението му към 1 януари 2018 година е 8988 души.